# Cercomegistus
Genre
Cercomegistus est un genre d'acariens mesostigmates de la famille des Cercomegistidae.

## Liste des espèces
- Cercomegistus abires Domrow, 1976
- Cercomegistus bruckianus Berlese, 1914
- Cercomegistus evonicus Kinn, 1967
- Cercomegistus simplicior Vitzthum, 1939
- Cercomegistus varaderoensis Wisniewski & Hirschmann, in Hirschmann & Wisniewski 1994

## Publication originale
- Berlese, 1914 : Acari nuovi. Redia Firenze, vol. 10, p. 113-150.